# Bandiere dell'Impero austro-ungarico

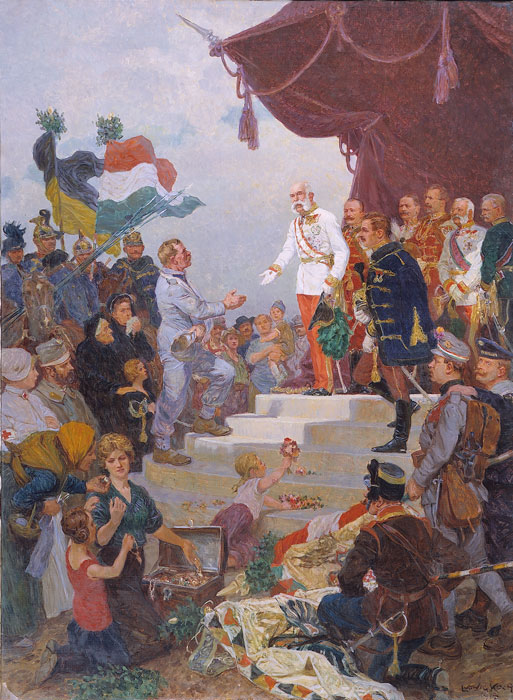
Kaisers Dank di Ludwig Koch (1915). Si notano varie bandiere usate in Austria-Ungheria

L'Impero austro-ungarico non riuscì a dotarsi di una bandiera nazionale unica in senso moderno.
A tal proposito è bene tener presente come la monarchia duale avesse come componenti due entità statali separate dalla Leita, Cisleitania e Transleitania, mentre la Bosnia-Erzegovina era amministrata congiuntamente.
Mentre la Cisleitania era rappresentata dalla bandiera giallo-nera, la Transleitania non aveva bandiera ufficiale. In base agli articoli 62 e 63 dell'Accordo croato-ungherese, in tutti gli affari comuni si dovevano usare congiuntamente i simboli di Croazia e Ungheria. Così, ogni volta che a Budapest si riuniva il Parlamento congiunto dei due paesi, il palazzo doveva inalberare entrambi i vessilli. Il Palazzo di Schönbrunn issava invece la bandiera giallo-nera per la Cisleitania ed entrambi gli stendardi croato e ungherese per la Transleitania.  Il Regno d'Ungheria aveva in uso un tricolore rosso-bianco-verde, caricato dello stemma, che rappresentava anche l'insieme delle Terre della Corona.
Una "doppia" bandiera civile, simbolo di "identità unitaria", fu in voga anche come bandiera consolare, secondo quanto disposto il 18 febbraio e a decorrere dal 1º agosto 1869. Le legazioni consolari issavano la bandiera d'Austria accanto a quella d'Ungheria, mentre le ambasciate issavano entrambe insieme allo stendardo imperiale. 
Nelle cerimonie di Stato si usavano il bicolore giallo-nero austriaco e il tricolore rosso-bianco-verde ungherese.
Il Bicolore asburgico era già in uso come bandiera nazionale de facto. Nel 1869 fu introdotta una bandiera comune per le navi civili che univa l'insegna austriaca a quella ungherese coi rispettivi stemmi e riscosse una certa popolarità all'estero (all'epoca le insegne mercantili avevano valore identitario paragonabile a quello nazionale, come già era accaduto per il tricolore russo), a tal punto da essere riportato come bandiera nazionale unica. Tale accostamento improprio è riemerso di recente con il decollo dell'industria videoludica e di internet, in particolare dell'infotainment, che vede tale insegna utilizzata a rappresentazione unitaria e monolitica della monarchia duale.

## Bandiere delle entità statali

Bandiera della monarchia asburgica in uso anche per la Cisleitania

Bandiera del Regno d'Ungheria in uso anche per la Transleitania
Bandiera del Regno d'Ungheria senza gli angeli a sorreggere lo stemma
Bandiera in uso presso i ministeri comuni di Ungheria e Croazia- Slavonia (1896-1915)[4]

Bandiera del Regno di Croazia e Slavonia, affiancata talvolta a quella ungherese
Bandiera non ufficiale[5] ma comunemente in uso nel Regno di Croazia e Slavonia

## Stendardi dinastici

Stendardo dell'Imperatore fino al 1915[6]
Stendardo dell'Imperatrice fino al 1915[6]
Stendardo imperiale dal 1915 al 1918[6]

## Bandiere civili

Bandiera mercantile dal 1786 al 1869[4]
Bandiera mercantile dal 1869 al 1918[7]
Bandiera civile del Regno d'Ungheria
Bandiera civile del Regno di Croazia e Slavonia

## Bandiere militari
Fino al 1918 la flotta da guerra imperiale e regia batté la bandiera austriaca in uso dal 1786; i reggimenti dell'esercito imperiale e regio, invece, portavano per lunga tradizione gli stendardi con l'aquila bicipite anteriori al 1867.
A causa del primo conflitto mondiale, i nuovi stendardi introdotti nel 1915 non ebbero uso effettivo.

Stendardo militare della fanteria in uso nel XIX secolo
Bandiera navale in uso dal 1786 al 1915 (de facto fino al 1918)[4]
Bandiera navale proposta nel 1915 ma mai entrata in uso

## Bandiere locali
In Austria-Ungheria si usavano anche molte bandiere locali.
| Cisleitania   | Cisleitania | Cisleitania | Cisleitania | Cisleitania | Cisleitania |
| Posizione     | Nome della regione | Bandiera |             |             |             |
| ------------- | --- | --- | ----------- | ----------- | ----------- |
|               | Arciducato d'Austria (Bassa Austria)                                                                                      | |             |             |             |
|               | Arciducato d'Austria (Alta Austria)                                                                                       | |             |             |             |
|               | Regno di Boemia | |             |             |             |
|               | Regno di Dalmazia | |             |             |             |
|               | Regno di Galizia e Lodomiria                                                                                              | (1849-1890) (1890-1918)                                                                                                 |             |             |             |
|               | Contea del Tirolo | |             |             |             |
|               | Ducato di Bucovina | |             |             |             |
|               | Ducato di Alta e Bassa Slesia                                                                                             | |             |             |             |
|               | Ducato di Carinzia | |             |             |             |
|               | Ducato di Carniola | |             |             |             |
|               | Ducato di Salisburgo | |             |             |             |
|               | Ducato di Stiria | |             |             |             |
|               | Margraviato di Moravia | |             |             |             |
|               | Litorale austriaco, tra cui: Libera Città Imperiale di Trieste Contea Principesca di Gorizia e Gradisca Marca dell'Istria | (Litorale austriaco) (Libera Città Imperiale di Trieste) (Contea Principesca di Gorizia e Gradisca) (Marca dell'Istria) |             |             |             |
|               | Vorarlberg | |             |             |             |
| Transleitania | | |             |             |             |
| Posizione     | Nome della regione | Bandiera |             |             |             |
|               | Regno d'Ungheria | |             |             |             |
|               | Principato di Transilvania                                                                                                | |             |             |             |
|               | Voivodato di Serbia e Banato di Temeschwar                                                                                | |             |             |             |
|               | Regno di Croazia-Slavonia                                                                                                 | |             |             |             |
|               | Regno di Croazia | |             |             |             |
|               | Regno di Slavonia | |             |             |             |
|               | Città di Fiume e suo Distretto                                                                                            | |             |             |             |
| Condominio    | | |             |             |             |
| Posizione     | Nome della regione | Bandiera |             |             |             |
|               | Condominio della Bosnia ed Erzegovina                                                                                     | |             |             |             |